# Caturaí
| Caturaí                      | Caturaí                                          |
| ---------------------------- | ------------------------------------------------ |
|                              |                                                  |
| Wappen                       | Flagge                                           |
| Wappen von Caturaí unbekannt |                                                  |
| Karte                        |                                                  |
|                              |                                                  |
| Basisdaten                   |                                                  |
| Staat:                       | Brasilien (BRA)                                  |
| Bundesstaat:                 | Goiás (GO)                                       |
| Mesoregion:                  | Zentral-Goiás (1987–2017)                        |
| Mikroregion:                 | Anápolis (1987–2017)                             |
| Angrenzende Gemeinden:       | Inhumas, Goianira, Trindade, Avelinópolis, Araçu |
| Distanz zu Goiânia:          | 51 km                                            |
| Geografische Lage:           | 16° 27′ S, 49° 29′ W                             |
| Zeitzone:                    | UTC–3 Sommer: UTC–2                              |
| Höhe:                        | 763 m                                            |
| Fläche:                      | 207,154 km²                                      |
| Einwohner:                   | 4686 (2010)                                      |
| Bevölkerungsdichte:          | 22,6 Einwohner / km²                             |
| Telefonvorwahl:              | +5562                                            |
| Postleitzahl (CEP):          | 75430-000                                        |
| Adresse der Stadtverwaltung: | Pça. 14 de Novembro, 211 Setor Centro            |
| Offizielle Website:          | caturai.go.gov.br                                |
| Jahrestag:                   | 14. November                                     |
| Gemeindegründung:            | 1958                                             |
| Politik                      |                                                  |
| Bürgermeisterin:             | Divina Aparecida Zago (PDT), 2017–2020           |
| Vize-Bürgermeister:          |                                                  |

Caturaí, amtlich portugiesisch Município de Caturaí, ist eine kleine brasilianische politische Gemeinde im Bundesstaat Goiás. Die Bevölkerung wurde zum 1. Juli 2018 auf 5038 Einwohner geschätzt, die auf einer Fläche von rund 205 km² leben.
Sie liegt westlich der brasilianischen Hauptstadt Brasília und nordwestlich von Goiânia, der Hauptstadt des Bundesstaates. Caturaí ist 51 km entfernt von der Hauptstadt und gehört zur Metropolregion Goiânia.

## Geographische Lage
Caturaí grenzt an die Gemeinden:
- im Norden an Inhumas
- vom Osten bis Süden an Goianira
- im Süden an Trindade
- im Westen an Avelinópolis
- im Nordwesten an Araçu